# Ronde van het Baskenland 2022 (vrouwen)
De Ronde van het Baskenland voor vrouwen werd van 13 tot en met 15 mei 2022 voor het eerst verreden, onder de plaatselijke naam Itzulia Women. De wedstrijd maakt deel uit van de UCI Women's World Tour 2022. In 2021 stond de wedstrijd ook al op de kalender, maar vanwege de aanhoudende coronapandemie werd de wedstrijd ingekort tot één dag en werd verreden als vrouweneditie van de Clásica San Sebastián 2021. De Itzulia Women kan gezien worden als opvolger van de Emakumeen Bira, de meerdaagse rittenkoers door Baskenland die in 2018 toetrad tot de UCI Women's World Tour en na de editie van 2019 ophield te bestaan.
De eerste editie werd gewonnen door de Nederlandse Demi Vollering, die alle drie etappes won en tevens het puntenklassement. Haar ploeggenote bij SD Worx, Niamh Fisher-Black won het jongerenklassement en de Zwitserse Elise Chabbey (Canyon-SRAM) het bergklassement. Het team van DSM won het ploegenklassement.

## Deelnemende ploegen
Twaalf van de veertien World Tourploegen namen deel, aangevuld met tien continentale ploegen, waaronder vijf Spaanse.
| UCI World Tour teams                                                                                              | UCI World Tour teams                                                                        | UCI Continental teams                                        | UCI Continental teams                                                                                          |
| --- | ------------------------------------------------------------------------------------------- | ------------------------------------------------------------ | --- |
| BikeExchange Jayco Canyon-SRAM DSM EF Education-TIBCO-SVB FDJ Nouvelle-Aquitaine Futuroscope Human Powered Health | Liv Racing Xstra Movistar Roland Cogeas Edelweiss Squad SD Worx Trek-Segafredo UAE Team ADQ | Arkéa BePink Bizkaia-Durango Eneicat-RBH Global Massi-Tactic | Le Col-Wahoo Labor Kutxa Fundación Euskadi Sopela Women's Team Top Girls Fassa Bortolo Valcar-Travel & Service |

## Etappe-overzicht
| etappe | datum  | start                  | finish                 | afstand  | type      | winnaar        | klassementsleider |
| ------ | ------ | ---------------------- | ---------------------- | -------- | --------- | -------------- | ----------------- |
| 1      | 13 mei | Vitoria-Gasteiz        | Labastida              | 105,9 km | Bergrit   | Demi Vollering | Demi Vollering    |
| 2      | 14 mei | Mallabia               | Mallabia               | 117,9 km | Bergrit   | Demi Vollering | Demi Vollering    |
| 3      | 15 mei | Donostia-San Sebastián | Donostia-San Sebastián | 139,8 km | Heuvelrit | Demi Vollering | Demi Vollering    |

## Klassementenverloop
| Etappe       | Winnaar        | Algemeen klassement · | Puntenklassement · | Bergklassement · | Jongerenklassement · | Ploegenklassement |
| ------------ | -------------- | --------------------- | ------------------ | ---------------- | -------------------- | ----------------- |
| 1            | Demi Vollering | Demi Vollering        | Demi Vollering     | Mireia Benito    | Niamh Fisher-Black   | SD Worx           |
| 2            | Demi Vollering | Demi Vollering        | Demi Vollering     | Elise Chabbey    | Niamh Fisher-Black   | SD Worx           |
| 3            | Demi Vollering | Demi Vollering        | Demi Vollering     | Elise Chabbey    | Niamh Fisher-Black   | DSM               |
| 0Eindstanden | 0Eindstanden   | Demi Vollering        | Demi Vollering     | Elise Chabbey    | Niamh Fisher-Black   | DSM               |

Mannen:
1924 · 1925 · 1926 · 1927 · 1928 · 1929 · 1930 · 1931–1934 · 1935 · 1936–1968 · 1969 · 1970 · 1971 · 1972 · 1973 · 1974 · 1975 · 1976 · 1977 · 1978 · 1979 · 1980 · 1981 · 1982 · 1983 · 1984 · 1985 · 1986 · 1987 · 1988 · 1989 · 1990 · 1991 · 1992 · 1993 · 1994 · 1995 · 1996 · 1997 · 1998 · 1999 · 2000 · 2001 · 2002 · 2003 · 2004 · 2005 · 2006 · 2007 · 2008 · 2009 · 2010 · 2011 · 2012 · 2013 · 2014 · 2015 · 2016 · 2017 · 2018 · 2019 · 2020 · 2021 · 2022 · 2023 · 2024 · 2025
Vrouwen: 
2022 · 2023 · 2024 · 2025
Strade Bianche ·
Ronde van Drenthe ·
Trofeo Alfredo Binda-Comune di Cittiglio ·
Brugge-De Panne ·
Gent-Wevelgem ·
Ronde van Vlaanderen ·
Amstel Gold Race ·
Parijs-Roubaix ·
Waalse Pijl ·
Luik-Bastenaken-Luik ·
Itzulia Women ·
Ronde van Burgos ·
RideLondon Classic ·
The Women's Tour · 
Giro Donne · 
Tour de France Femmes ·
Postnord Vårgårda WestSweden · 
Ronde van Scandinavië ·
GP de Plouay-Bretagne ·
Simac Ladies Tour ·
Ceratizit Challenge by La Vuelta · 
Ronde van Romandië
Afgelaste wedstrijden: Cadel Evans Great Ocean Road Race · 
Tour of Chongming Island · 
Ronde van Guangxi